# Michael Jackson (systemdesigner)
Michael Anthony Jackson, född 16 februari 1936 i London, är personen bakom JSP-diagrammet och har skrivit flera böcker om problemlösning och programdesign.
Jackson arbetar som oberoende datorkonsult i London och är professor på Open University i Storbritannien.